# Getulio
Getulio  è un nome proprio di persona italiano maschile. 

## Varianti
- Maschili: Gettulio[2]
- Femminili: Getulia[2][3], Gettulia[2]

### Varianti in altre lingue
- Catalano: Getuli[4], Gétul[4]
- Croato: Getulije
- Latino: Gaetulius[1][2][3], Getulius[1]
- Portoghese: Getúlio
- Russo: Гетулий (Getulij)
- Spagnolo: Getulio[4], Getulo[4]

## Origine e diffusione
Dal latino Gaetulius, in origine un etnonimo riferito alla Getulia, una zona dell'Africa settentrionale, o ai Getuli che l'abitavano (quindi "della Getulia" o "dei Getuli", in senso lato "africano"). Sebbene portato da un santo, il nome non ha mai veramente attecchito in Italia e adesso gode di scarsa diffusione, attestato perlopiù in Nord Italia tranne che in Toscana. 

## Onomastico
L'onomastico si festeggia il 10 giugno in ricordo di san Getulio, sposo di santa Sinforosa e padre dei sette martiri tiburtini, martire a Tivoli con altri compagni sotto Adriano.

## Persone
- Getulio Alviani, artista italiano

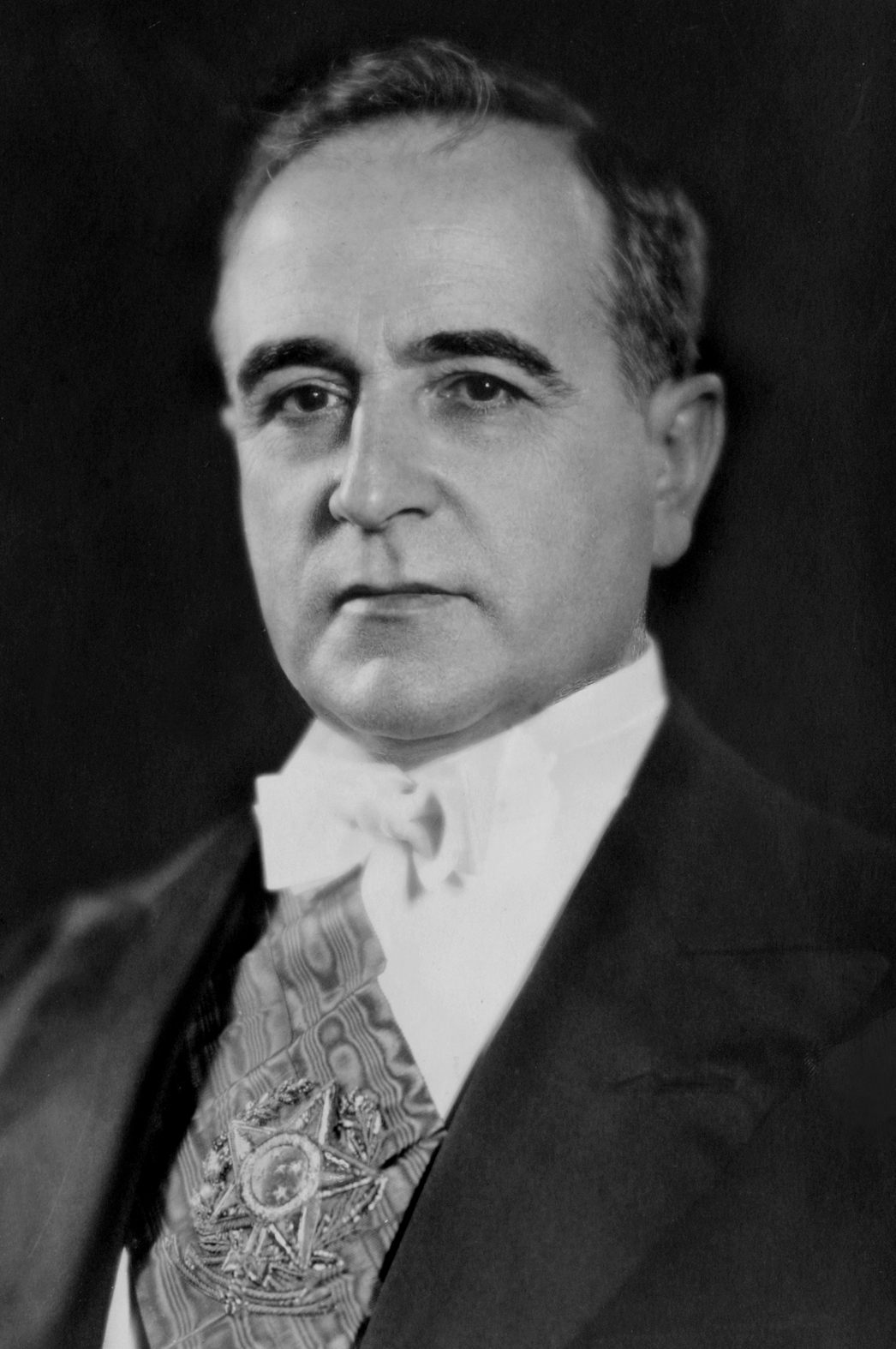
Getúlio Vargas

- Getulio Vaca Diez, calciatore boliviano

### Variante Getúlio
- Getúlio, calciatore e allenatore di calcio brasiliano nato nel 1954
- Getúlio, calciatore brasiliano nato nel 1997
- Getúlio Vargas, avvocato e politico brasiliano